# Світи Імперії

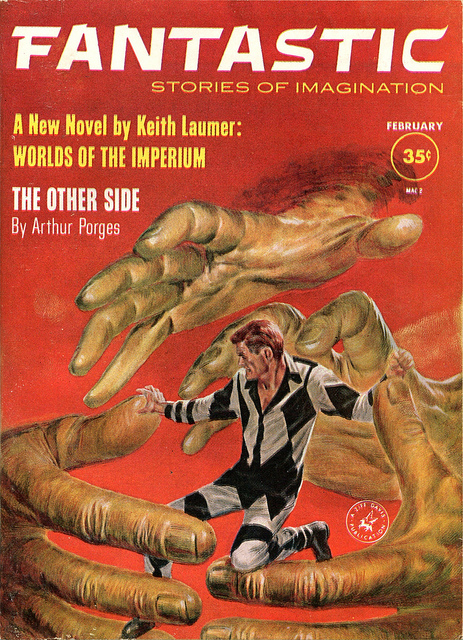
Світи Імперії були серіалізовані у Fantastic у 1961 році.

«Світи Імперії» (англ. Worlds of the Imperium) — науково-фантастичний роман американського письменника Кіта Лаумера . Спочатку він з'явився у Fantastic Stories of the Imagination між лютим і квітнем 1961 року. Наступного року вона була опублікована Ace Books як спарований випуск з «Семеро з зірок» Маріон Зіммер Бредлі. Це приклад роману про альтернативну історію, у якому людина з нашої реальності потрапляє в інший паралельний світ, у якому Американська революція ніколи не відбулася, а таємниця міжсвітових подорожей потрапила під контроль Британської імперії, яка створила єдину державу. Імперська світова держава, відома як Імперіум.

## Короткий зміст сюжету
Брайон Байярд, американський дипломат у Стокгольмі, Швеція, намагається втекти від чоловіка, який за ним слідує, але виявляє, що його викрадають агенти Імперіуму з паралельного світу. Потрапивши до рідного світу Імперіуму, він знайомиться з аристократичними членами уряду, який керує більшістю цивілізованого світу з Лондона, утвореного об'єднанням Британської імперії, яка включала Америку, Німеччину та Австро- Угорські імперії в Європі з нейтральною Швецією, доданою як неупереджений компонент суміші. Він вражений відданістю обов'язкам імперських чиновників, з якими він зустрічається, і притягується до особливо благородної леді. Дивно, але імперські чиновники також мають аналог Германа Герінга, який — оскільки нацистської Німеччини ніколи не існувало — є досить чесною та порядною людиною, абсолютно вільною від злочинів, які він скоїв би в нашій історії, Однак головною причиною викрадення Байярда є те, що Імперіум зазнає атаки з іншого паралельного світу.
Привід Максоні-Кочіні, винайдений у всесвіті Імперіуму італійськими вченими/експериментаторами Джуліо Максоні та Карло Кочіні наприкінці ХІХ століття, є надзвичайно небезпечною технологією для подорожей між світами. Тільки якщо кілька чутливих параметрів точно налаштовано, можна уникнути катастрофи та досягти транссвітового транспортного ефекту. Майже всі світи, де намагаються його розробити або навіть ненавмисно натрапляють на нього, знищуються, часто химерними й жахливими способами.
Набір часових ліній, у яких відбувалися такі катастрофи, відомий як Блайт, а рідкісні з них, де Земля вижила, відомі як Блайт Інсулярс, або BI. BI-1 — це Імперіум, де, випадково, був успішно розроблений привід Максоні-Кочіні. Імперіум став багатим і могутнім завдяки торгівлі з часовими лініями за межами Блайту. BI-3 — рідний світ Байярда, де ця технологія ніколи не розвивалася. Рейди відбуваються з BI-2, хаотичного світу, де імперська Німеччина виграла Першу світову війну, але не змогла закріпити свою перемогу, а хаотична та дуже руйнівна війна поколіннями продовжує охоплювати планету. Цим світом, який, як вважалося, не мав принципу Максоні-Кочіні, поки він не став джерелом дедалі руйнівніших набігів, зараз править диктатор, який є аналогом… Брайона Баярда.
Баярд проходить інтенсивну підготовку, щоб замінити свого двійника, імовірно після його вбивства, і взяти на себе керівництво урядом, припинивши рейди. План руйнується майже відразу, як він прибуває в новий світ. Чомусь у його імітацію майже ніхто не вірить. Причина стає очевидною, коли він зустрічає іншого Баярда, який багато років тому втратив обидві ноги в битві, але приховав цей факт від громадськості.
Однак цей інший Баярд не є злим диктатором, яким його зображують. Він вітає свого двійника, як брата, і розповідає йому, як, будучи військовим офіцером, присвяченим порятунку солдатів під його командуванням, він став диктатором після того, як уряд, якому він служив, розпався, і доклав зусиль, щоб врятувати те, що залишилося від зруйнованого світу. Він базується в Алжирі, який постраждав менше, ніж інші частини світу, і використав залишки колишнього французького колоніального уряду як ядро свого молодого Всесвітнього уряду. Він нічого не знає про набіги на Імперіум. Двоє Байярдів розмовляють за вишуканою їжею та виявляють, що у них багато спільного, зокрема подібні історії.
Диктатора Баярда несподівано вбивають справжні змовники, які працюють на жадібні влади фракції в самому Імперіумі, використовуючи викрадені технології. Самого Баярда заплановано на показну страту після відповідної операції з ампутації, щоб дозволити змові зміцнити свій контроль над їхнім світом шляхом публічного усунення диктатора. Зрештою йому вдається втекти назад до Імперіуму та викрити змовників. Маючи можливість повернутися на свою Землю або стати високопоставленим офіцером Імперії, він дивиться на благородну жінку, яка стала для нього настільки важливою, і проголошує: «Дім там, де серце».

## Продовження
У цього роману є три продовження. Це «По той бік часу» (1965), «Призначення в нікуди» (1968) і «Жовта зона» (1990).

## Схожі роботи
Збірка «Століття наукової фантастики» містить віньєтку Лаумера під назвою «Світи імперії» (уривок), яка не з'являється в опублікованому романі. Він зображує сцену людини з мотикою, що стоїть над рослиною, і описує моторошні та жахливі зміни, коли та сама сцена зміщується в паралельних всесвітах. Людина стає броньованим звіром, оскільки рослина стає все більш ворожою та лютою, а потім поступово сцена повертається до людини, хоч і із зеленою шкірою та рогами, яка стоїть із мотикою. Сцена, можливо, була навіяна відомою картиною та віршем «Людина з мотикою».

## Зовнішні посилання
- Світи Імперії в Internet Speculative Fiction Database (англ.)

 {{{name}}} у проєкті «Гутенберг» 
- A Century of Science Fiction в Internet Speculative Fiction Database (англ.)